# New Brunswick (New Jersey)
New Brunswick város az USA New Jersey államában. Lakosainak száma 55 266 fő (2020. április 1.).

## Népesség
A település népességének változása:

| 2010 | 55 181 |
| 2020 | 55 266 |